# Bandă bacilară
Banda bacilară (din limba latină bacillārius, bacillus = bastonaș) reprezintă o bandă largă de celule specializate ale unor nematode (Trichuris și Capillaria), aflată pe suprafața ventrală sau laterală a regiunii esofagiene, compusă din celule glandulare și neglandulare, formate din hipoderm. Celulele glandulare se deschid în exterior prin pori cuticulari. Deși funcția celulelor din banda bacilară este necunoscută, ultrastructura lor sugerează că celulele glandulare pot avea un rol în reglarea osmotică sau ionică, iar celulele neglandulare pot avea un rol în formarea cuticulei și depozitarea alimentelor. Această banda bacilară specializată a epidermului este tipică pentru familia Trichuridae.